# Anna Asp
Anna Asp (ur. 16 maja 1946  w Söderhamn) – szwedzka scenografka filmowa. Laureatka Oscara za najlepszą scenografię do filmu Fanny i Aleksander (1982) Ingmara Bergmana. Autorka scenografii do takich filmów jak m.in. Ofiarowanie (1986) Andrieja Tarkowskiego, Pelle zwycięzca (1988) Bille Augusta, Zło (2003) Mikaela Håfströma.